# Примадонна Мэри
«Примадо́нна Мэ́ри» — российский художественный фильм, снятый Анатолием Эйрамджаном по своему сценарию в 1998 году.

## Сюжет
Героиня фильма, Таня Смирнова (Ирина Розанова) выступает в телевизионной программе «Знак качества» в облике Аллы Пугачёвой и получает возможность осуществить свою мечту — поехать в Майами. Но спонсор ставит условие — поехать за океан можно только в образе Аллы Борисовны.

## В ролях
- Борис Щербаков — Борис
- Михаил Кокшенов — Михаил
- Ирина Розанова — Таня Смирнова
- Наталья Селезнёва — Инна, жена Бориса
- Михаил Державин — Михаил Михайлович
- Тамара Акулова — Зина
- Валерия Богук — Надя
- Роксана Бабаян — сотрудница турфирмы
- Михаил Гулько — Мишаня «Бедолага»
- Валерия Новодворская — камео
- Константин Боровой — камео
- Филипп Киркоров — Здоб ши Здуб

## Песни
В фильме звучат фрагменты песен:
- Заграница. Авторы — И. Демарин, Ю. Рогоза. Исполняет Михаил Гулько
- Мэри. Автор — А. Пугачёва. Исполняет Алла Пугачёва

## Съёмки
Съёмки велись в основном в Майами.
Поскольку снимали в феврале, когда в Майами не сезон, сцену купания героев в океане снимали в два дубля, без репетиций, с выпиванием актёрами Кокшеновым и Розановаой для согрева водки.

## Критика
Фёдор Раззаков отмечает, что это второй фильм где обыгрывается образ Аллы Пугачёвой после «Зимний вечер в Гаграх» снятого в Кареном Шахназаровым в 1985 году:

Однако, сравнивать эти два фильма, конечно же, нельзя. Шахназаров всё-таки настоящий мастер, а за Эйрамджаном закрепилась слава ремесленника, который «выпекает» фильмы как пирожки. Ни одной более-менее добротной комедии, снятой им, назвать сложно. Особенно это относится к его последним фильмам, в том числе к «Примадонне Мэри».
В современной фильму рецензии эмигрантский журнал «Вестник» (2000) писал, что фильм «вызывает веселое оживление в зрительном зале»:

Кинокомедия режиссера Анатолия Эйрамджан повествует о событиях узнаваемых, особенно в эмигрантских кругах, выходцев из СНГ. Сюжет её прост, хотя отдельные эпизоды вызывают определённое недоумение. Но искусство кино все же условно. А действие происходит в городе Майами, и нужно сказать, что на флоридской земле российские актёры Ирина Розанова, Борис Щербаков и Михаил Кокшенов чувствуют себя как рыбы в воде, разыгрывая весёлую историю.
В 2022 году журнал «Новый очаг» рассматривая фильмы использовавшие образ Аллы Пугачёвой — которых на тот момент уже стало шесть — писал:

Большого впечатления эта комедия в 1998-м на зрителей не произвела, впрочем, Ирину Розанову упрекнуть не в чем — она, как всегда, великолепна. Скорее, можно говорить о недостатках в сценарии.
Самой же Алле Пугачёвой, по словам её дочери Кристины Обракайте, фильм категорически не понравился.